# 雙紋連鰭喉盤魚
雙紋連鰭喉盤魚，為輻鰭魚綱鱸形目喉盤魚亞目喉盤魚科的其中一種，分布於印度西太平洋的熱帶海域，體長可達4.5公分，屬底棲性魚類，棲息在海百合叢中。
其种加词“Lineatus”意为“有线纹的”。